# 山崎勝
山崎 勝（やまざき まさる、1939年8月15日 - 2020年4月27日 ）は、日本の経営者。ヱスビー食品社長、会長を務めた。

## 来歴・人物
東京都出身。1963年に早稲田大学理工学部を卒業し、同年にヱスビー食品に入社した。1966年5月に取締役に就任し、1967年10月に常務、1974年5月に副社長を経て、1989年6月に社長に就任。2005年6月に会長に就任。
2020年4月27日、死去。80歳没。